# Sąd Apelacyjny w Lublinie
Sąd Apelacyjny w Lublinie – organ wymiaru sprawiedliwości powołany do rozstrzygania spraw w II instancji mieszczący się przy ul. Obrońców Pokoju 1 w Lublinie.

## Status prawny
Sąd apelacyjny jest państwową jednostką organizacyjną nieposiadającą osobowości prawnej. Wszystko zaczęło się od uchwalonej przez Sejm w 1990 roku Ustawy z dnia 13 lipca o powołaniu sądów apelacyjnych oraz o zmianie ustawy – Prawo o ustroju sądów powszechnych, Kodeks postępowania cywilnego, Kodeks postępowania karnego, o Sądzie Najwyższym, o Naczelnym Sądzie Administracyjnym i o Krajowej Radzie Sądownictwa (Dz.U. z 1990 r. nr 53, poz. 306), której art. 1 ust. 1 brzmi: „Powołuje się sądy apelacyjne jako sądy powszechne”. 
Zasady finansowania i rozliczania odbywają się według zasad określonych dla jednostek budżetowych oraz szczegółowych zasad prowadzenia gospodarki finansowej i działalności inwestycyjnej sądów powszechnych zawartych w rozporządzeniu ministra sprawiedliwości.
Obszar właściwości apelacji lubelskiej:
- Sąd Okręgowy w Lublinie
- Sąd Okręgowy w Radomiu
- Sąd Okręgowy w Siedlcach
- Sąd Okręgowy w Zamościu

## Struktury organizacyjne
Sądy apelacyjne funkcjonują w strukturach sądów powszechnych, które rozstrzygają w drugiej instancji środki odwoławcze od orzeczeń okręgowych sądów, które wydawane są w pierwszej instancji. 
Dotyczy to spraw z zakresu: 
- prawa cywilnego – również gospodarczego, rodzinnego i opiekuńczego przez Wydział I Cywilny,
- prawa karnego – przez Wydział II Karny,
- prawa pracy i ubezpieczeń społecznych – przez Wydział III Pracy i Ubezpieczeń Społecznych,
- sprawowanie nadzoru nad działaniem administracyjnym powszechnych sądów, działalnością notariuszy i organów notarialnego samorządu, działalnością komorników.

W Sądzie Apelacyjnym w Lublinie utworzono następujący wydziały:
- Wydział I Cywilny.
- Wydział II Karny.
- Wydział III Pracy i Ubezpieczeń Społecznych.
- Wydział IV Wizytacji.

## Historia
W 1916 roku utworzono Sąd Apelacyjny w Lublinie, któremu podlegały sądy okręgowe w: Lublinie, Kielcach, Piotrkowie i Radomiu. 1 czerwca 1918 roku na terenie apelacji lubelskiej utworzoną sąd okręgowy w Zamościu. W 1950 roku na mocy ustawy zniesiono sądy apelacyjne, okręgowe i grodzkie, a wprowadzono sądy wojewódzkie i powiatowe. 1 stycznia 1951 roku apelacja lubelska została przemianowana na Sąd Wojewódzki w Lublinie. W 1975 roku powołano nowe sądy wojewódzkie i przemianowano sądy powiatowe na rejonowe. 
1 października 1990 roku utworzono Sąd Apelacyjny w Lublinie, który działał na obszarze województw: bialskopodlaskiego, chełmskiego, lubelskiego, siedleckiego i zamojskiego. Na tym obszarze działały też sądy wojewódzkie w: Lublinie, Zamościu i Siedlcach, które w 1999 roku zostały przemianowane sądy okręgowe. W 2001 roku do apelacji lubelskiej przyłączono Sąd Okręgowy w Radomiu.
Prezesi Sądu Apelacyjnego:
- 1918–1926: Ignacy Steliński
- 1926–1929: Wincenty Młynarski
- 1929–1939: Bolesław Sekutowicz
- 1944–1946: Jan Prokopowicz
- 1946–1948: Henryk Kurnatowski
- 1948–1950: Marian Mazur
- 1990–1994: Roman Ciechański
- 1994–2002: Ryszard Żmigrodzki
- 2002–2008: Kazimierz Postulski
- 2008–2014: Marek Wolski
- 2014–2020: Krzysztof Szewczak
- 2020-2024: Jerzy Piotr Daniluk